# Tridécagone
En géométrie, un tridécagone est un polygone à 13 sommets, donc 13 côtés et 65 diagonales.
La somme des angles internes d'un tridécagone non croisé est égale à 1 980°.

## Tridécagones réguliers
Un tridécagone régulier est un tridécagone dont les treize côtés ont la même longueur et dont les angles internes ont même mesure. Il y en a six : cinq étoilés (les tridécagrammes notés {13/2}, {13/3}, {13/4}, {13/5} et {13/6}) et un convexe (noté {13}). C'est de ce dernier qu'il s'agit lorsqu'on dit « le tridécagone régulier ».

« Le » tridécagone régulier (convexe) et ses angles remarquables.
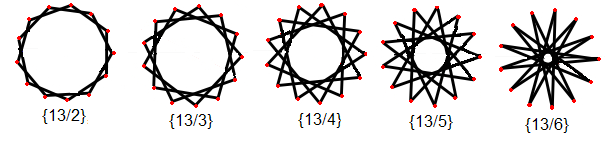
Les cinq tridécagones réguliers étoilés.

## Caractéristiques du tridécagonerégulier
Si a est la longueur d'une arête, le périmètre est égal à 13a et l'aire à
{\displaystyle {\frac {13~a^{2}}{4\tan {\tfrac {\pi }{13}}}}\simeq 13{,}1858~a^{2}.}

## Construction
Le nombre premier 13 n'est pas un nombre de Fermat ; il est donc impossible de construire à la règle et au compas un tridécagone régulier.
Pour une construction approchée, on peut utiliser une méthode similaire à celle proposée pour le hendécagone, par « tridéca-section » approchée d'un angle au centre de 120°.[réf. nécessaire]